# Родригес, Илсон Вильянс
Илсон Вильянс Родригес (порт. Ilson Wilians Rodrigues; 12 марта 1979, Лондрина), более известный под именем Уильянс (порт. Willians) или Уильямс (порт. Williams) — бразильский футболист, крайний защитник.

## Карьера
Уильянс воспитанник клуба «Коритиба». Он дебютировал за основной состав 2 августа 2000 году в матче чемпионата Бразилии с клубом «Спорт Ресифи», завершившимся вничью 0:0. В 2003 Уильянс выиграл с клубом чемпионат штата Парана. В феврале 2004 года Уильянс перешёл на правах аренды в российский клуб «Шинник», став первым латиноамериканским игроком в истории клуба. За «Шинник» Уильянс провёл 1 сезон, проведя 17 матчей за основной состав и 12 матчей за «дубль».
В 2005 году Уильямс попытался устроиться в «Анжи», но не смог и вернулся в Бразилию. Там он играл в серии С за «Лондрину», затем играл в Португалии за «Маритиму», но за основной состав команды сыграл лишь 2 игры и 7 матчей за дублирующий состав. Затем Уильянс играл на родине за клубы «Ботафого» (Рибейран-Прету) и «Америка» (Сан-Жозе-ду-Риу-Прету).

## Достижения
- Чемпион штата Парана: 2003